# Le Thil
Le Thil ist eine französische Gemeinde mit 594 Einwohnern (Stand 1. Januar 2022) im Département Eure in der Region Normandie (vor 2016 Haute-Normandie). Sie gehört zum Arrondissement Les Andelys und zum Kanton Gisors. Die Einwohner werden Thillois genannt.

## Geographie
Le Thil liegt etwa 55 Kilometer ostsüdöstlich von Rouen. Umgeben wird Le Thil von den Nachbargemeinden Nojeon-en-Vexin im Norden, Doudeauville-en-Vexin im Nordosten, Étrépagny im Osten, Hacqueville im Süden, Farceaux im Süden und Südwesten sowie Saussay-la-Campagne im Westen und Nordwesten.

## Bevölkerungsentwicklung
| Jahr                       | 1962 | 1968 | 1975 | 1982 | 1990 | 1999 | 2006 | 2013 | 2019 |
| Einwohner                  | 274  | 294  | 246  | 215  | 199  | 308  | 382  | 480  | 579  |
| Quellen: Cassini und INSEE |      |      |      |      |      |      |      |      |      |

## Sehenswürdigkeiten
- Kirche Notre-Dame, Monument historique
- Schloss Le Thil, Monument historique